# Коровай Іван Андрійович
Іван Андрійович Коровай (10 липня 1928 в Носівці Чернігівської області — помер 29 березня 2008) — радянський учитель математики в школі-інтернаті в Фастові. Герой Соціалістичної Праці (1978).

## Життєпис
Народився 10 липня 1928 року в Носівці (нині Чернігівська область). Українець .
Освіту здобув у Носівській середній школі № 1, яку закінчив в 1947 році, після чого вступив до Ніжинського державного педагогічного інституту на фізико-математичний факультет. Після здобуття вищої освіти працював учителем математики в селі Дерно (Волинська область), а з 1955 року працював в Цумаєнській школі, тієї ж області.
У 1962 році почав працювати вчителем математики в Фастівської школі-інтернаті (Київська область). За час роботи обладнав у школі математичний кабінет, створив саморобні навчальні посібники, використовував технічні засоби навчання. 27 червня 1978 року «за великі заслуги в справі навчання і комуністичного виховання учнів» Іван Андрійович Коровай був удостоєний звання Героя Соціалістичної Праці .
У 1988 році Іван Андрійович вийшов на пенсію, проживав в Фастові . Помер 29 березня 2008 року.

## Відзнаки
- Золота медаль «Серп і Молот» (27 червня 1978 — № 19089);
- Орден Леніна (27 червня 1978 — № 430059);
- Орден Трудового Червоного Прапора (20 липня 1971);
- Заслужений вчитель Української РСР;
- Почесний громадянин Фастова;
- медалі.